# Mrs. Dane's Danger
Mrs. Dane's Danger er en amerikansk stumfilm fra 1916 af Wilfred North.

## Medvirkende
- Lillian Walker som Alice Dane
- Wilfrid North som David Dane
- Donald Hall som Rex Gordon
- William Dunn som Jasper Dicey
- L. Rogers Lytton som Simon Corey